# ميك هيل (رامي الرمح)
ميك هيل (بالإنجليزية: Mick Hill) هو رامي الرمح ‏ بريطاني، ولد في 22 أكتوبر 1964 في ليدز في المملكة المتحدة.

## وصلات خارجية
- ميك هيل على موقع الاتحاد الدولي لألعاب القوى (الإنجليزية)
- ميك هيل على موقع أوليمبيديا (الإنجليزية)
- ميك هيل على موقع اللجنة الأولمبية البريطانية (الإنجليزية)